# مرسدس-بنز دبلیو۱۸۰
مرسدس-بنز دبلیو۱۸۰ (انگلیسی: Mercedes-Benz W180) خودرویی بود که در سال‌های ۱۹۵۴–۱۹۵۹ توسط شرکت مرسدس-بنز تولید می‌شد.

## نگارخانه

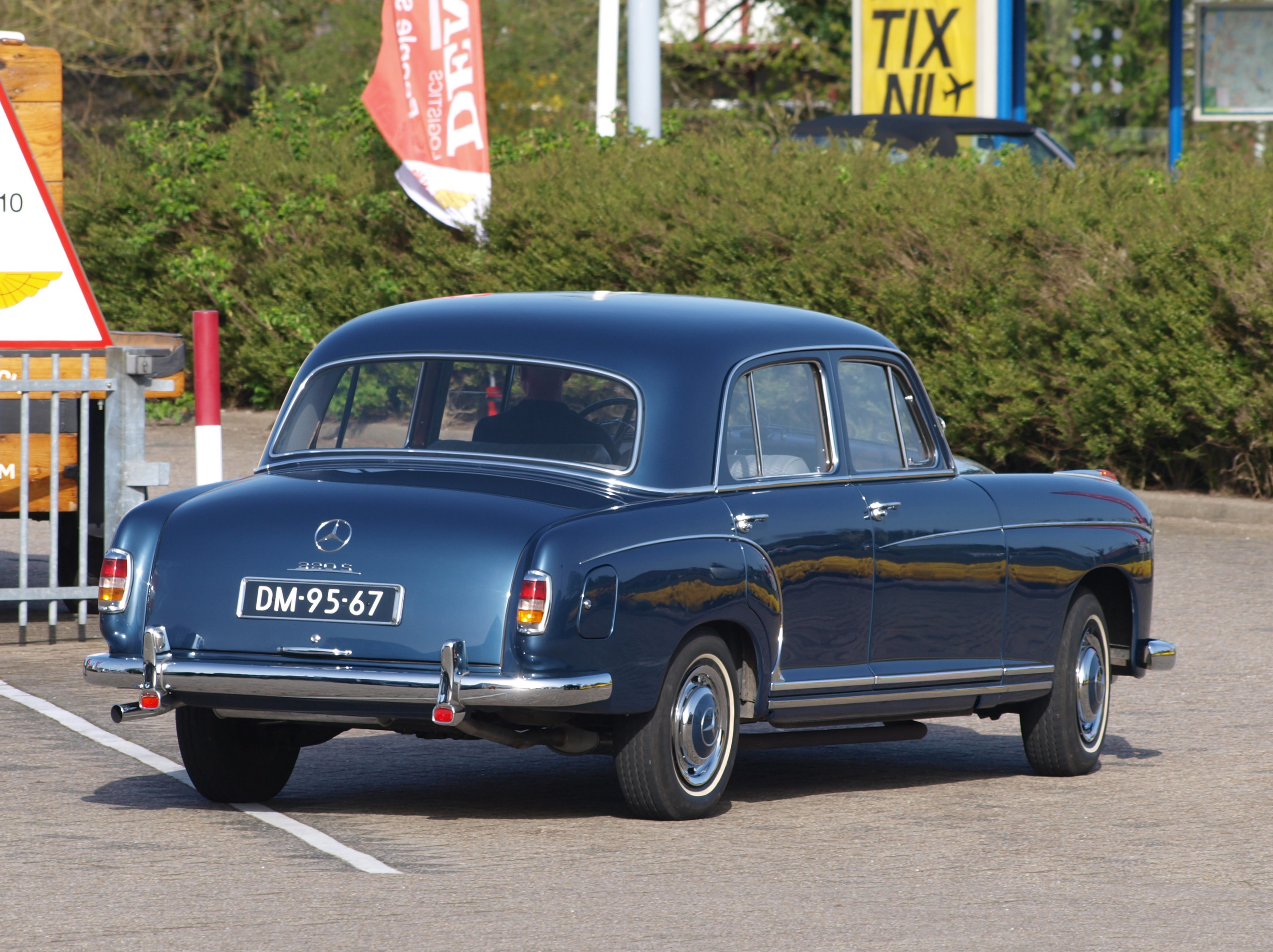
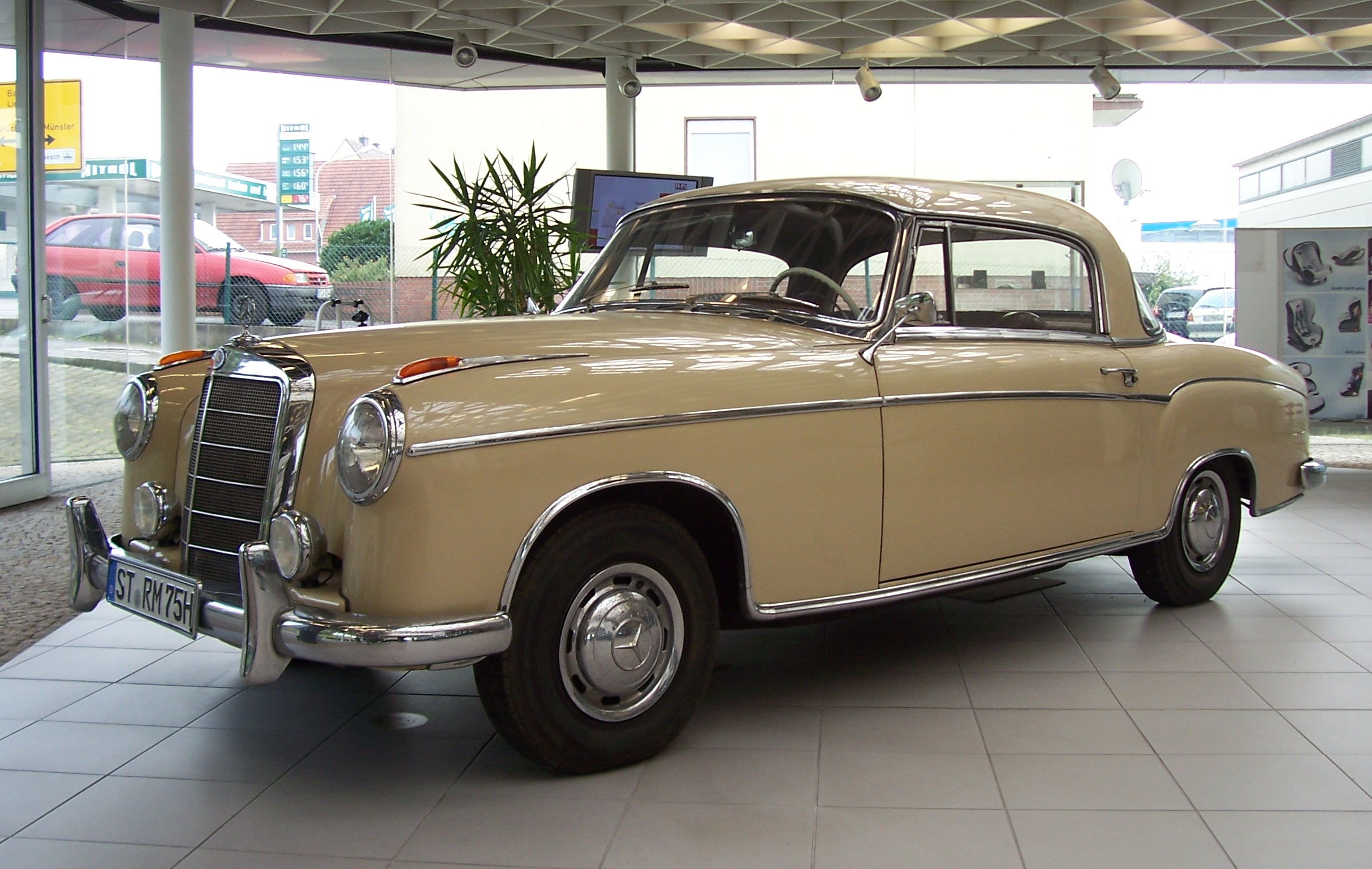
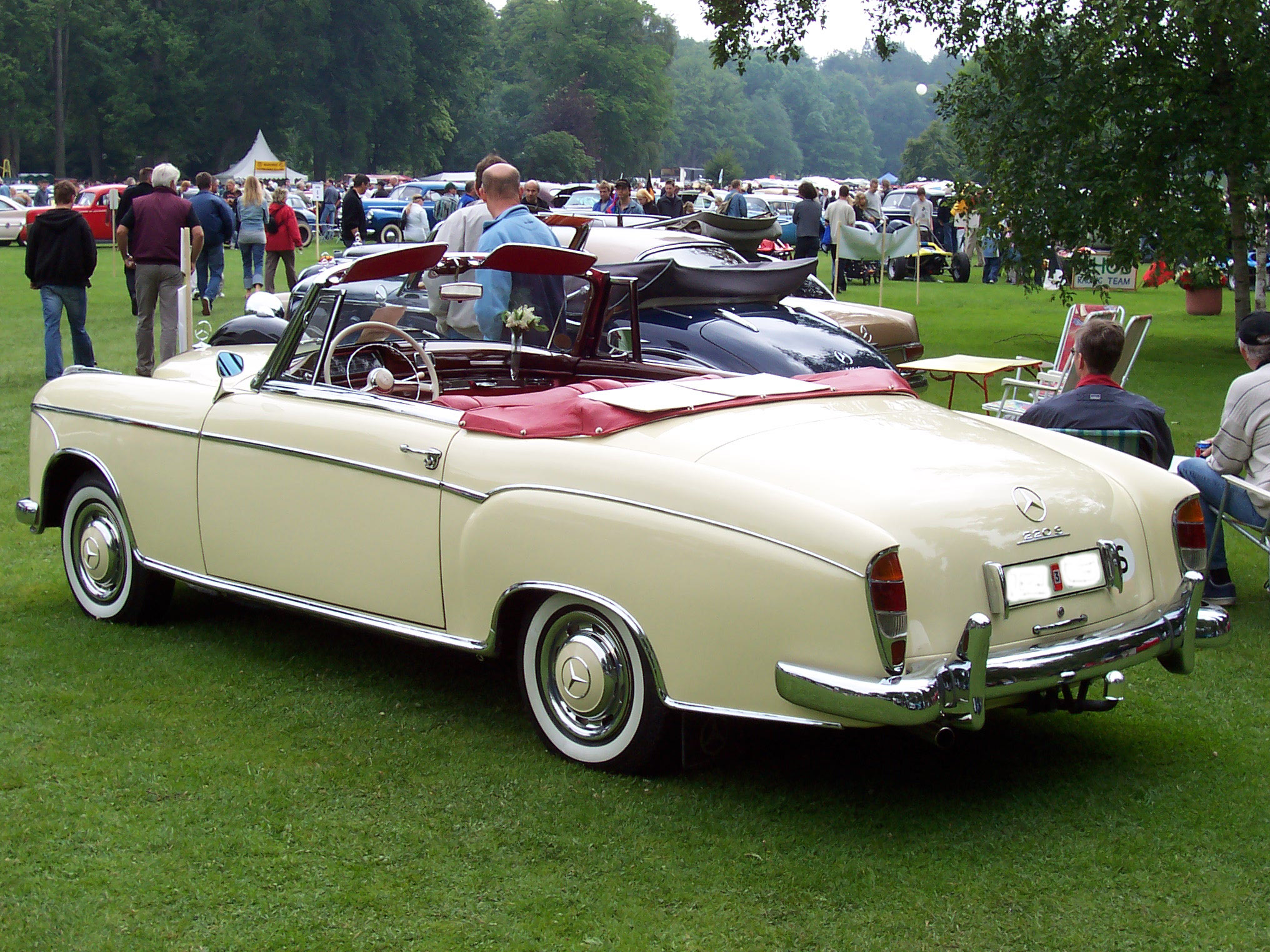